# MiMA (Gebäude)
MiMA (Abkürzung für Middle of Manhattan), auch Manhattan View at MiMA (früher 1 MiMA Tower), ist ein Wolkenkratzer mit gemischter Nutzung in Manhattan in New York City, Vereinigte Staaten. Das Bauwerk besteht aus den knapp 195 Meter hohen Wohnturm mit luxuriösen Miet- und Eigentumswohnungen, dem Hotel „Yotel“ und es beherbergt des Weiteren Freizeit- und Kultureinrichtungen.

## Beschreibung
Das Hotel- und Wohnhochhaus befindet sich in Midtown Manhattan an der West 42nd Street zwischen Dyer Avenue und Tenth Avenue im Stadtteil Hell’s Kitchen (Midtown West). Nur wenige hundert Meter östlich liegt das Port Authority Bus Terminal. Ein Block westlich befindet sich die Einfahrt in den nach New Jersey führenden Lincoln Tunnel.
Das Architekturbüro Arquitectonia war für die Planung von MiMA zuständig. Anfangs war eine Höhe von 188 Metern geplant, diese wurde jedoch im Mai 2010 auf 194,6 Meter erhöht. Die Bauarbeiten begannen im Jahr 2007 und wurden im Spätsommer 2011 abgeschlossen. Die endgültige Gebäudehöhe von 194,6 Metern (638 Fuß) wurde bereits am 4. August 2010 bei einem Richtfest erreicht (Topping out). Die ausführende Baufirma war das Unternehmen Tishman Construction. Der Wolkenkratzer wurde in Stahlbetonbauweise errichtet, besitzt eine dunkle Glasfassade und gliedert sich in den 63-stöckigen Wohnturm und einem niedrigeren 28-geschossigen Flügel. Der Flügel wird vom 3-Sterne-Hotel „Yotel“ mit seinen 669 Zimmern eingenommen, das seinen Eingang in der 10th Avenue mit der Adresse „570 Tenth Avenue“ hat.
Der Wohnturm beherbergt von der 7. bis zur 50. Etage 663 luxuriöse Mietwohnungen, darunter 163 subventionierte Apartments, die unter MiMA firmieren und den Eingang mit der Adresse „450 West 42nd Street“ haben. Auf den Etagen 51 bis 63 befinden sich auf 13 Stockwerken 151 Eigentumswohnungen, die unter Manhattan View at MiMA vermarktet werden und durch einen separaten Eingang mit der Adresse „460 West 42nd Street“ erreichbar sind. In der Bauphase zunächst als Eigentumswohnungen geplant, wurden diese nach Gebäudefertigstellung Ende 2011 unter One MiMA Tower als Premium-Mietwohnungen angeboten. 2015 erwarb die Firma Kuafu Properties für 260,8 Millionen US-Dollar die 151 Apartments und wandelte sie nach einer Renovierung durch das Innenarchitekturbüro „Drake/Anderson“ wieder in Eigentumswohnungen um.
MiMA bietet in seinem Sockel auf 4000 m² unter anderem drei Außenterrassen, einen Golfsimulator, Yoga- und Tanzstudios, einen Innenpool, eine Sauna, ein Indoor Basketball- und Volleyballfeld sowie ein nur für Bewohner zugängliches Equinox-Fitnessstudio. Mit der Adresse „480 West 42nd Street“ befindet sich ebenfalls im Sockel das 2012 eröffnete „Pershing Square Signature Center“ mit drei vom Architekten Frank Gehry entworfenen Off-Broadway-Theatern und weiteren Einrichtungen.
MiMA erhielt in der Nachhaltigkeit die LEEDv4 Gold-Zertifizierung.

## Galerie

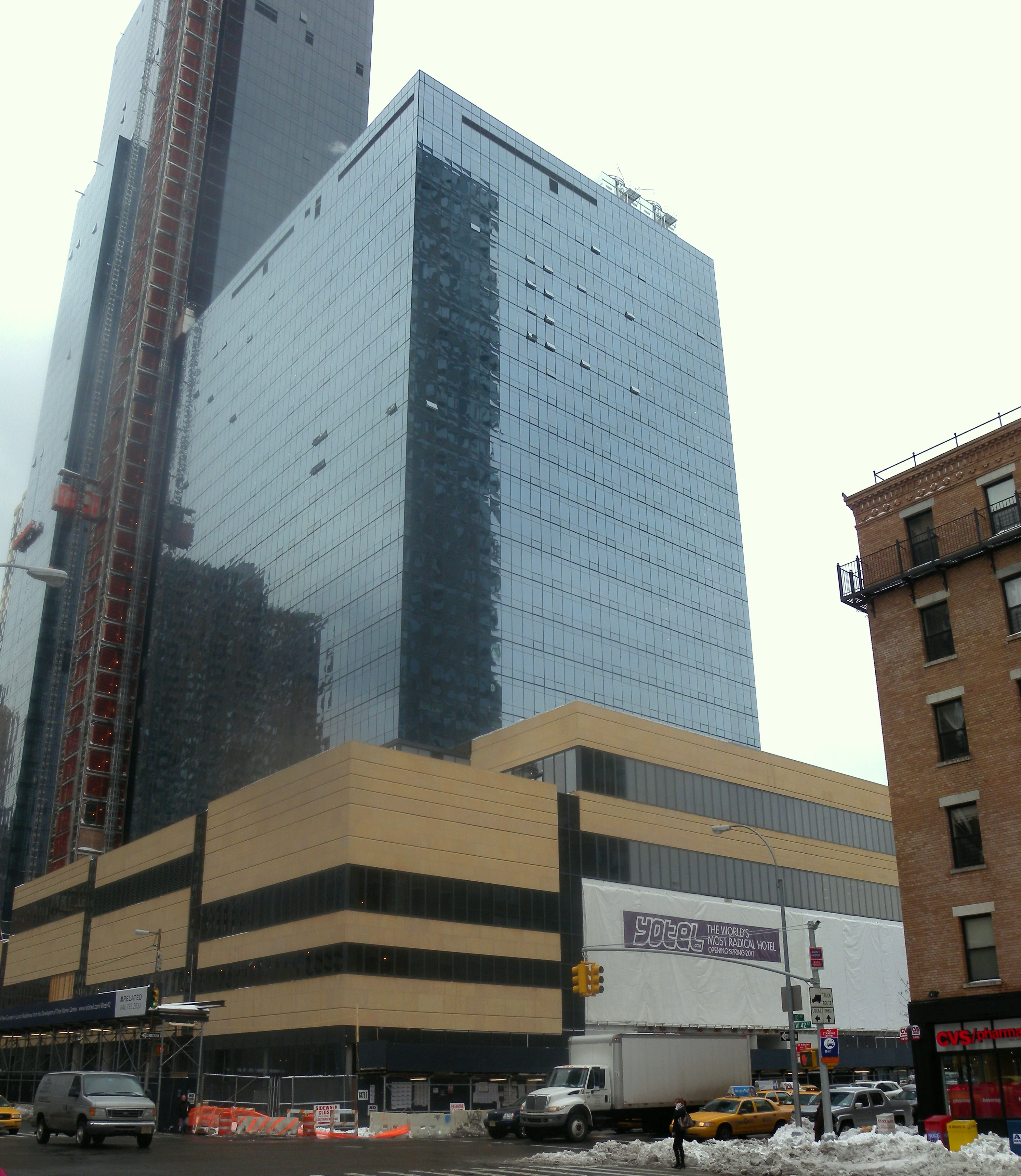
Letzte Arbeiten Anfang 2011, vorn das Hotel „Yotel“
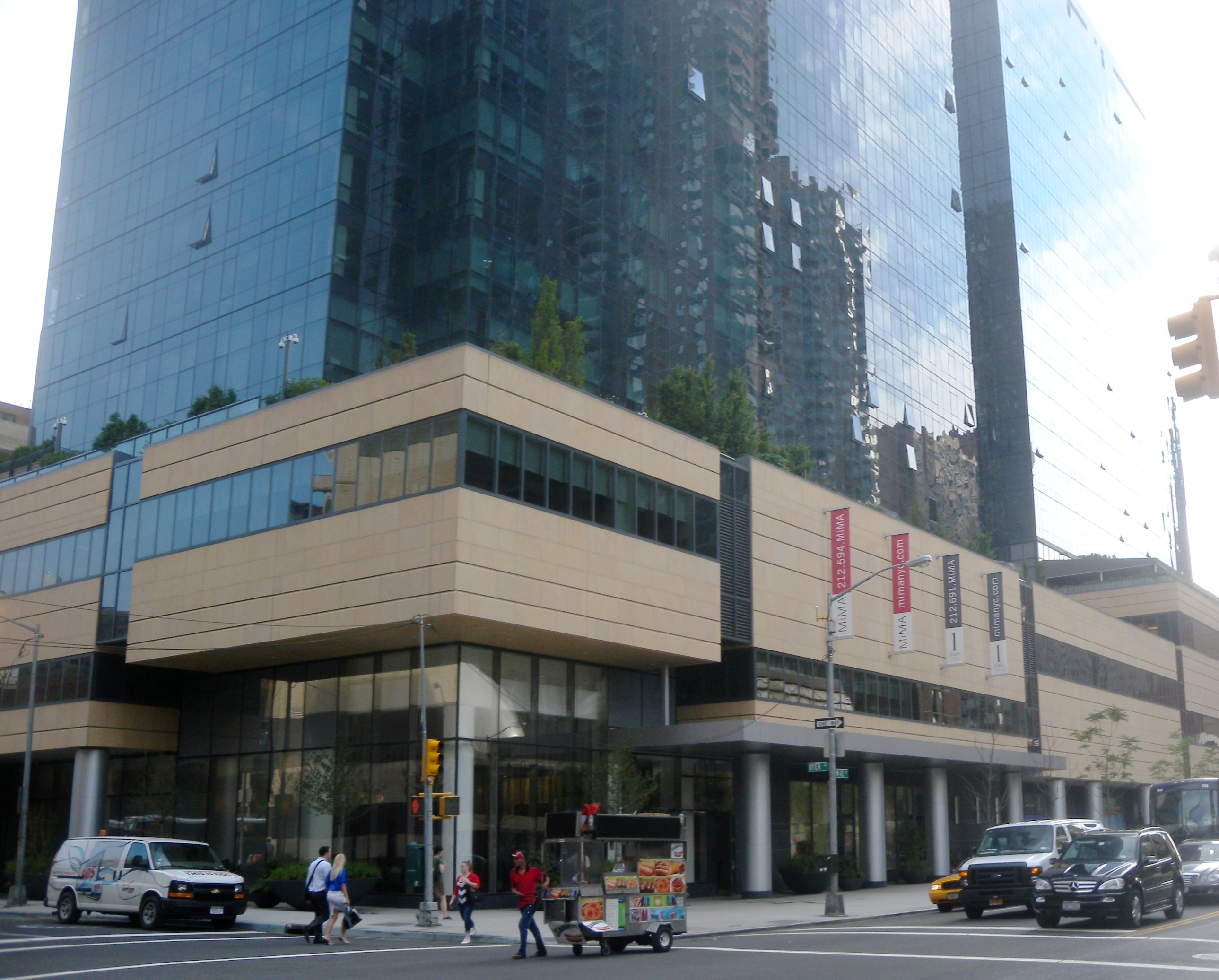
Sockel an der Ecke 42nd Street/Dyer Avenue 2012
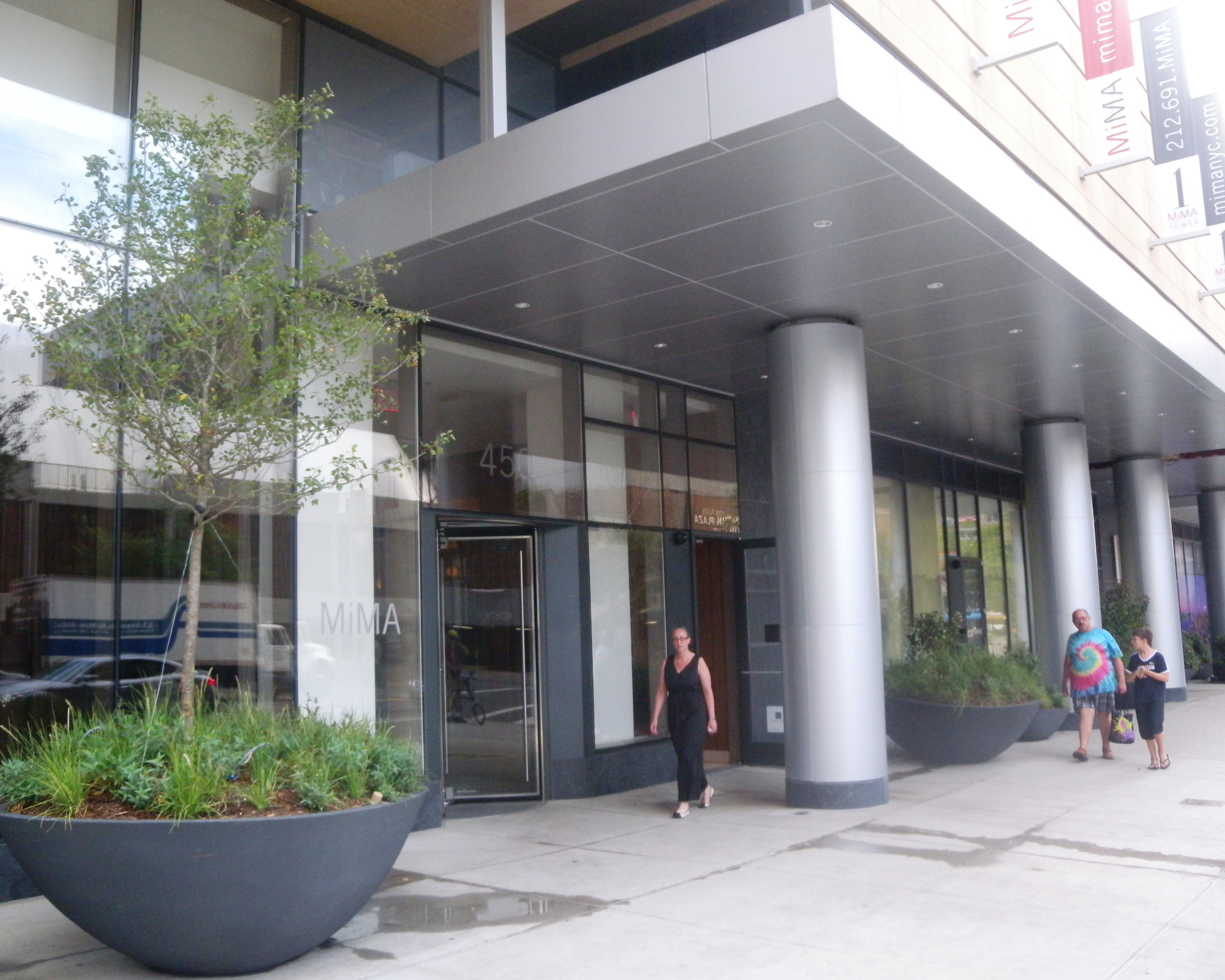
Eingang zu den Apartments MiMA 450 West 42nd Street
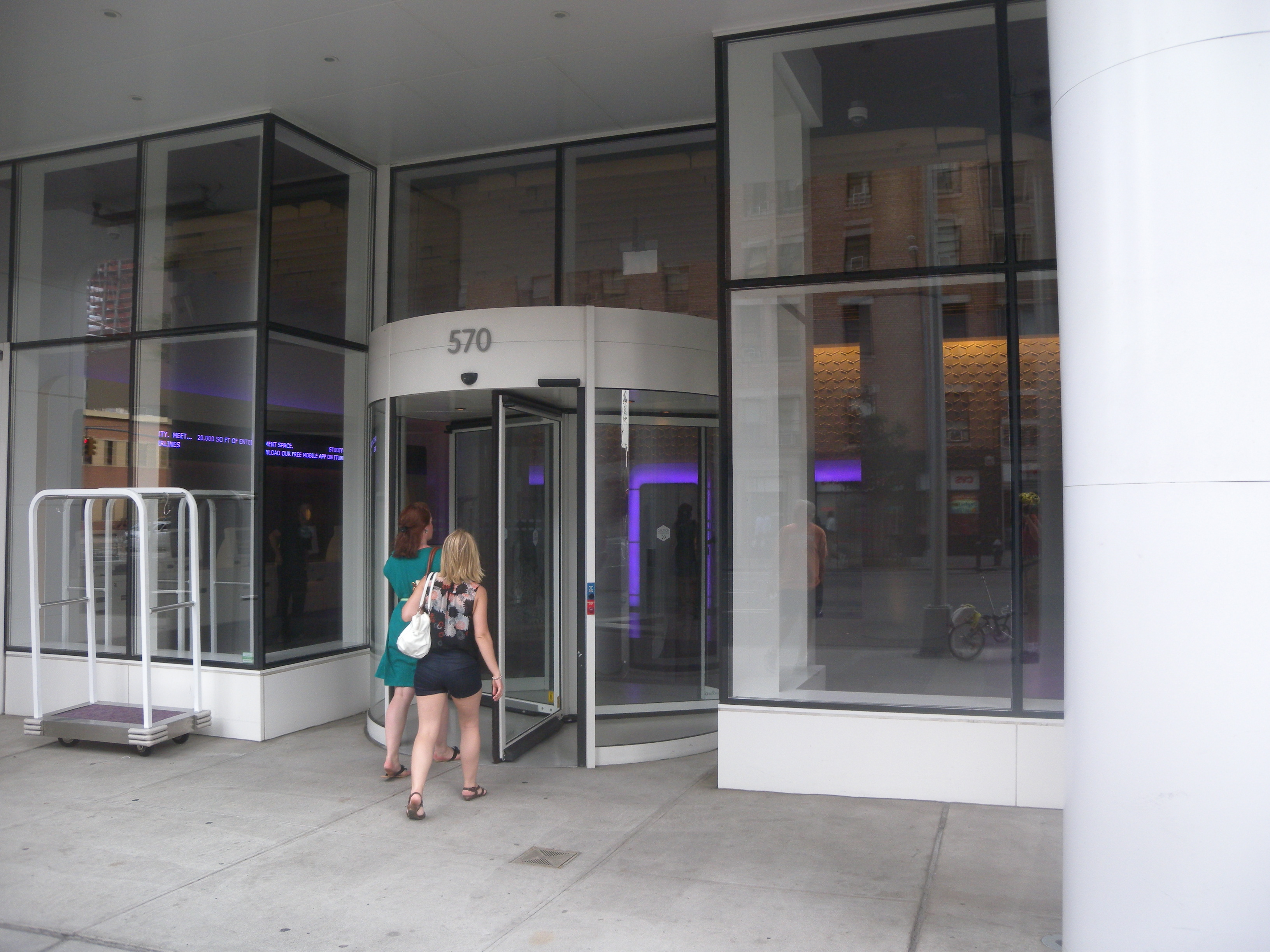
Hoteleingang an der 10th Avenue
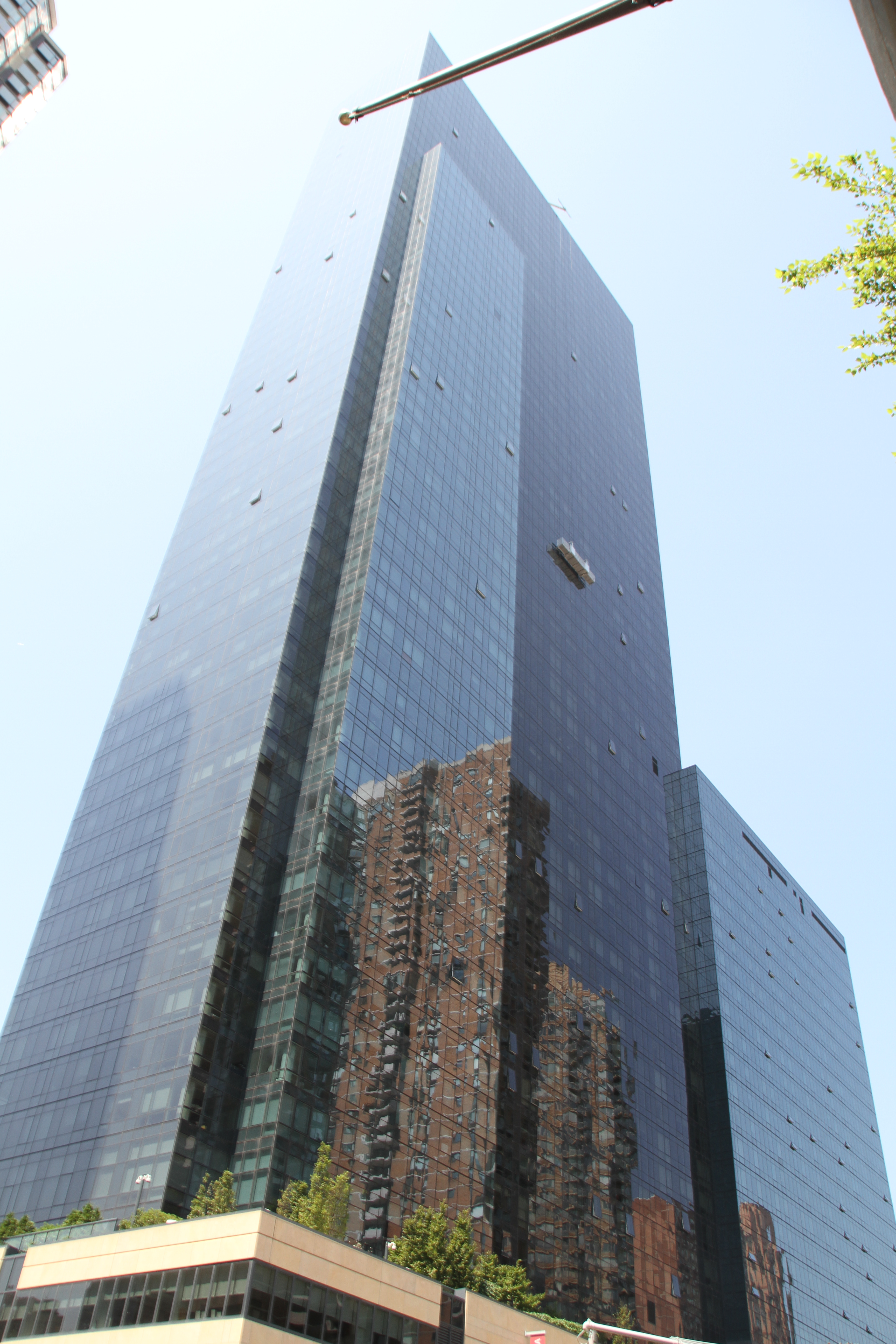
Der Wolkenkratzer im Juli 2012
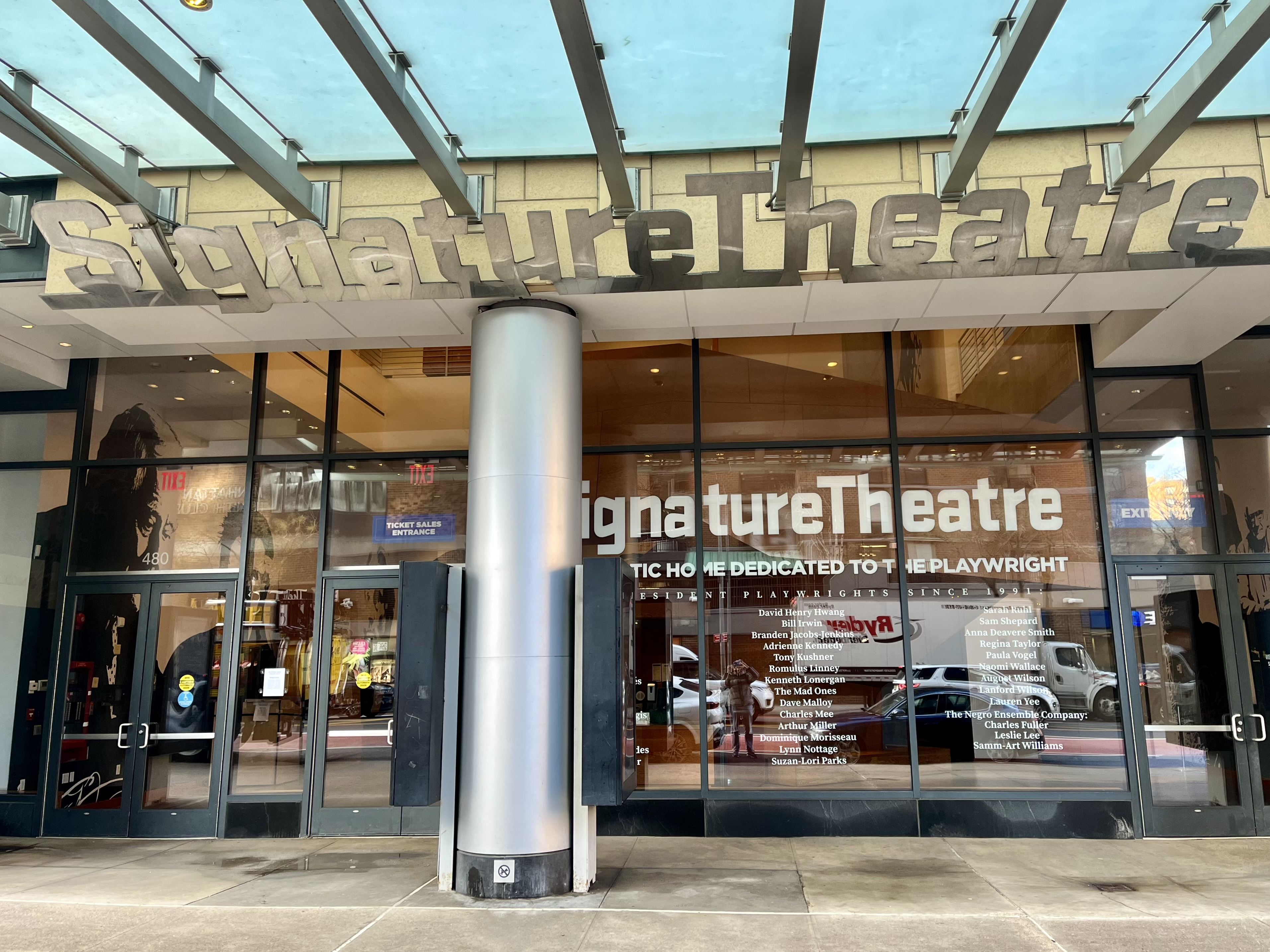
Eingang zum Signature Theatre